# 圖夫尼爾公園
圖夫尼爾公園（Tufnell Park）是英國倫敦北部的一個地區，分屬伊斯灵顿区和卡姆登區。北線圖夫尼爾公園站位於這一地區。